# Giải Enrico Fermi
Giải Enrico Fermi là một giải thưởng của Hoa Kỳ nhằm vinh danh các nhà khoa học quốc tế về những thành tựu suốt đời của họ trong việc phát triển, sử dụng hoặc sản xuất năng lượng.
Giải này do Bộ Năng lượng Hoa Kỳ quản lý. Giải gồm một bằng chứng nhận do tổng thống và Bộ trưởng Bộ Năng lượng Hoa Kỳ ký tên, một huy chương bằng vàng mang chân dung Enrico Fermi và khoản tiền thưởng là 375.000 dollar Mỹ.

## Các người đoạt giải
- 2013 – Andrew Sessler và Allen J. Bard
- 2012 – Mildred Dresselhaus và Burton Richter
- 2009 – John B. Goodenough
- 2009 – Siegfried Hecker
- 2005 – Arthur H. Rosenfeld
- 2003 – John N. Bahcall
- 2003 – Raymond Davis, Jr.
- 2003 – Seymour Sack
- 2000 – Sheldon Datz
- 2000 – Sidney D. Drell
- 2000 – Herbert F. York
- 1998 – Maurice Goldhaber
- 1998 – Michael E. Phelps
- 1996 – Mortimer M. Elkind và H. Rodney Withers
- 1996 – Richard L. Garwin
- 1995 – Ugo Fano
- 1995 – Martin Kamen
- 1993 – Liane B. Russell
- 1993 – Freeman J. Dyson
- 1992 – Harold Brown
- 1992 – John S. Foster
- 1992 – Leon M. Lederman
- 1990 – George A. Cowan
- 1990 – Robley D. Evans
- 1988 – Richard B. Setlow
- 1988 – Victor F. Weisskopf
- 1987 – Luis Alvarez
- 1987 – Gerald F. Tape
- 1986 – Ernest Courant
- 1986 – M. Stanley Livingston
- 1985 – Norman Rasmussen
- 1985 – Marshall Rosenbluth
- 1984 – Robert R. Wilson
- 1985 – George Vendryes
- 1983 – Alexander Hollaender
- 1983 – John H. Lawrence
- 1982 – Herbert L. Anderson
- 1982 – Seth Neddermeyer
- 1981 – W. Bennett Lewis
- 1980 – Rudolf E. Peierls
- 1980 – Alvin M. Weinberg
- 1978 – Wolfgang Panofsky
- 1978 – Harold M. Agnew
- 1976 – William L. Russell
- 1972 – Manson Benedict
- 1971 – Shields Warren
- 1971 – Stafford L. Warren
- 1970 – Norris E. Bradbury
- 1969 – Walter H. Zinn
- 1968 – John A. Wheeler
- 1966 – Otto Hahn
- 1966 – Lise Meitner
- 1966 – Fritz Strassmann
- 1964 – H.G. Rickover
- 1963 – J. Robert Oppenheimer
- 1962 – Edward Teller
- 1961 – Hans A. Bethe
- 1959 – Glenn T. Seaborg
- 1958 – Eugene P. Wigner
- 1957 – Ernest O. Lawrence
- 1956 – John von Neumann